# Станојло Рајичић
Станојло Рајичић (Београд, 16. децембар 1910 — Београд, 21. јул 2000) био је српски и југословенски композитор и педагог. Компоновао је симфонијску музику, камерну музику, соло песме, балете, музику за опере, представе и филмове.

## Биографија
Своју музички каријеру је започео пре Другог светског рата. Основну и средњу музичку школу завршио је у Београду, одсек клавир. Ту је и започео студије клавира, да би се потом окренуо композицији и студије довршио у Прагу на Државном конзерваторијуму. Композицију је завршио код професора Рудолфа Карела, клавир код Алоиса Шима, а мајсторску школу код Јосефа Сука. Због тога је постао део групе српских композитора, „ђака прашке школе“, поред Миховила Логара, Драгутина Чолића, Љубице Марић, Војислава Вучковића. По повратку у Београд, радио је као професор у музичкој школи „Станковић“ и при Музичкој академији. Једно време је био доцент предајући композицију, а потом и редовни професор.
Поред тога, био је секретар Музичке секције Југословенске националне комисије при организацији УНЕСКО, редовни члан САНУ, а у периоду од 1958. до 1962. године је био директор Музиколошког института. Године 1977. се пензионисао.
По њему је названа награда за најуспешнији концерт у Галерији САНУ.

## Дела
- опера Симонида
- балет Под земљом
- балет Поема
- шест симфонија
- симфонијске поеме са тематиком српских народних песама (Зидање Скадра, Смрт мајке Југовића, Марко пије уз Рамазан вино, Мали Радојица)
- Концертна увертира
- Симфонијска свита
- три концерта за клавир
- три концерта за виолину
- два концерта за кларинет
- један концерт за виолончело
- циклуси вокалне музике за глас и оркестар На липару, Лисје жути
- кантата Сепац на сабору
- соло песме

## Филмска музика
- Живот је наш